# 马利亚达什
马利亚达什是葡萄牙布拉干萨区的一个堂区。总面积27.53平方公里，总人口399人，人口密度14.5人/平方公里。